# Place de l'Université (Kharkiv)
 (signalé en juin 2025).
Si vous disposez d'ouvrages ou d'articles de référence ou si vous connaissez des sites web de qualité traitant du thème abordé ici, merci de compléter l'article en donnant les références utiles à sa vérifiabilité et en les liant à la section « Notes et références ».
- Archive Wikiwix
- Bing
- Cairn
- DuckDuckGo
- E. Universalis
- Gallica
- Google
- G. Books
- G. News
- G. Scholar
- Persée
- Qwant
- (zh) Baidu
- (ru) Yandex
- (wd) trouver des œuvres sur Wikidata

Pour les articles homonymes, voir Place de l'Université.
La place de l'Université (en ukrainien : Университетская площадь) est une infrastructure de Kharkiv en Ukraine.

## Historique
C'est une place qui était au centre de la ville au XVIIIe. Ensuite elle a porté le nom de Ouspenskaïa, Sobornaïa, Sovetskaïa, Combattants de la Révolution tombés. La place de l'Université est coupée par la rue de l'Université, limitée au nord par la descente de la cathédrale, à l'est par la cathédrale de l'Assomption, au sud par les anciens bâtiments de l'université impériale de Kharkov et à l'ouest par la falaise jusqu'à la rue Klochkovskaïa et la rivière Lopan.

## Bâtiments remarquables et lieux de mémoire

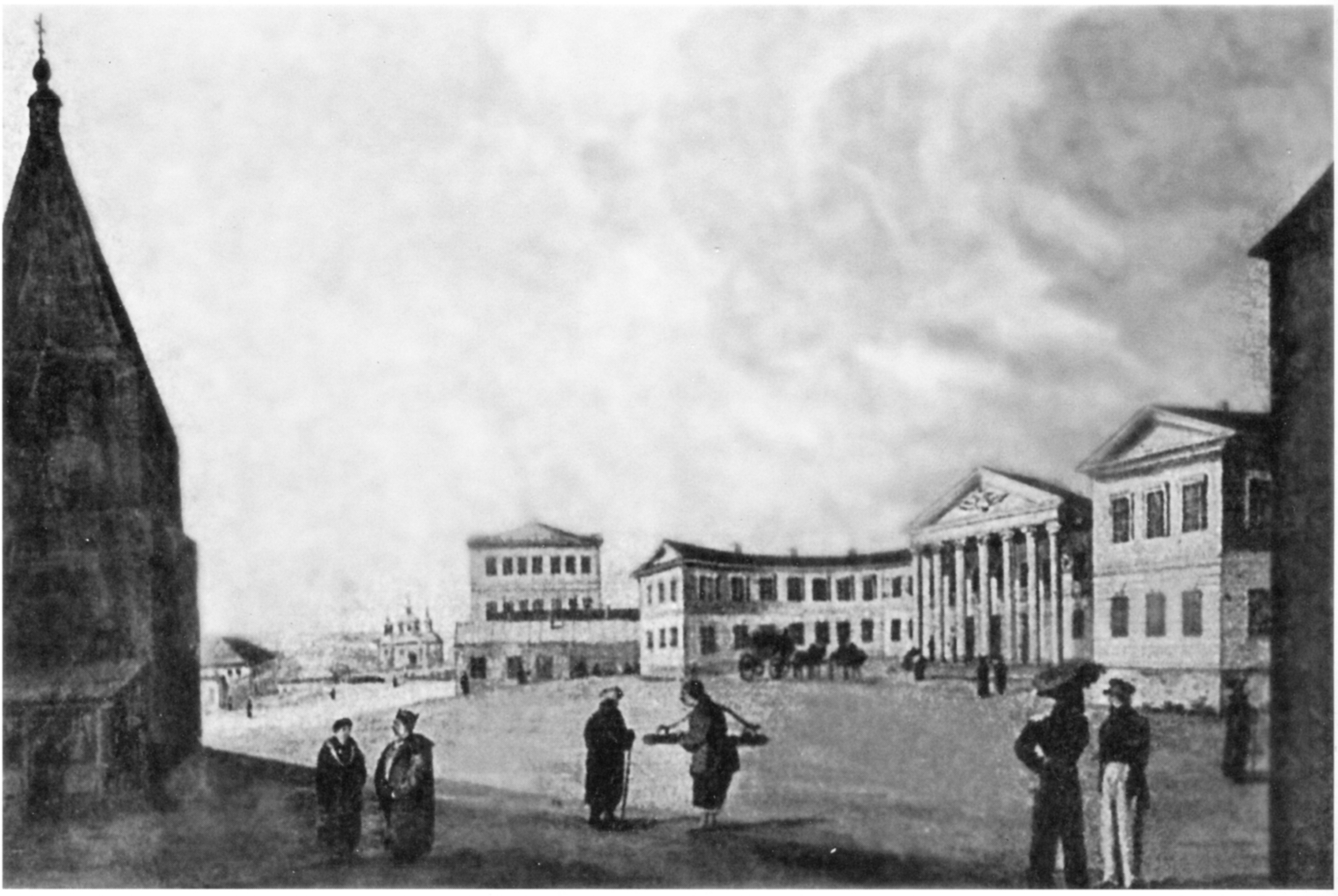
La place au début du XIXe.
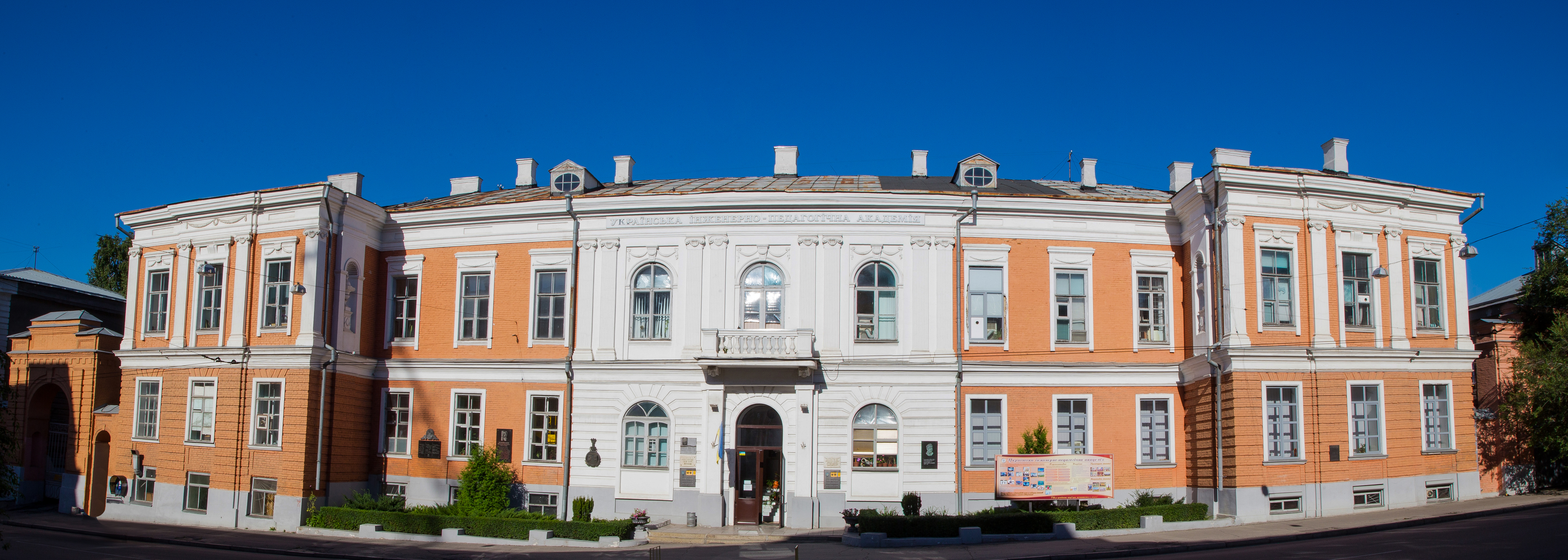
L'université.